# Benoist Stehlin

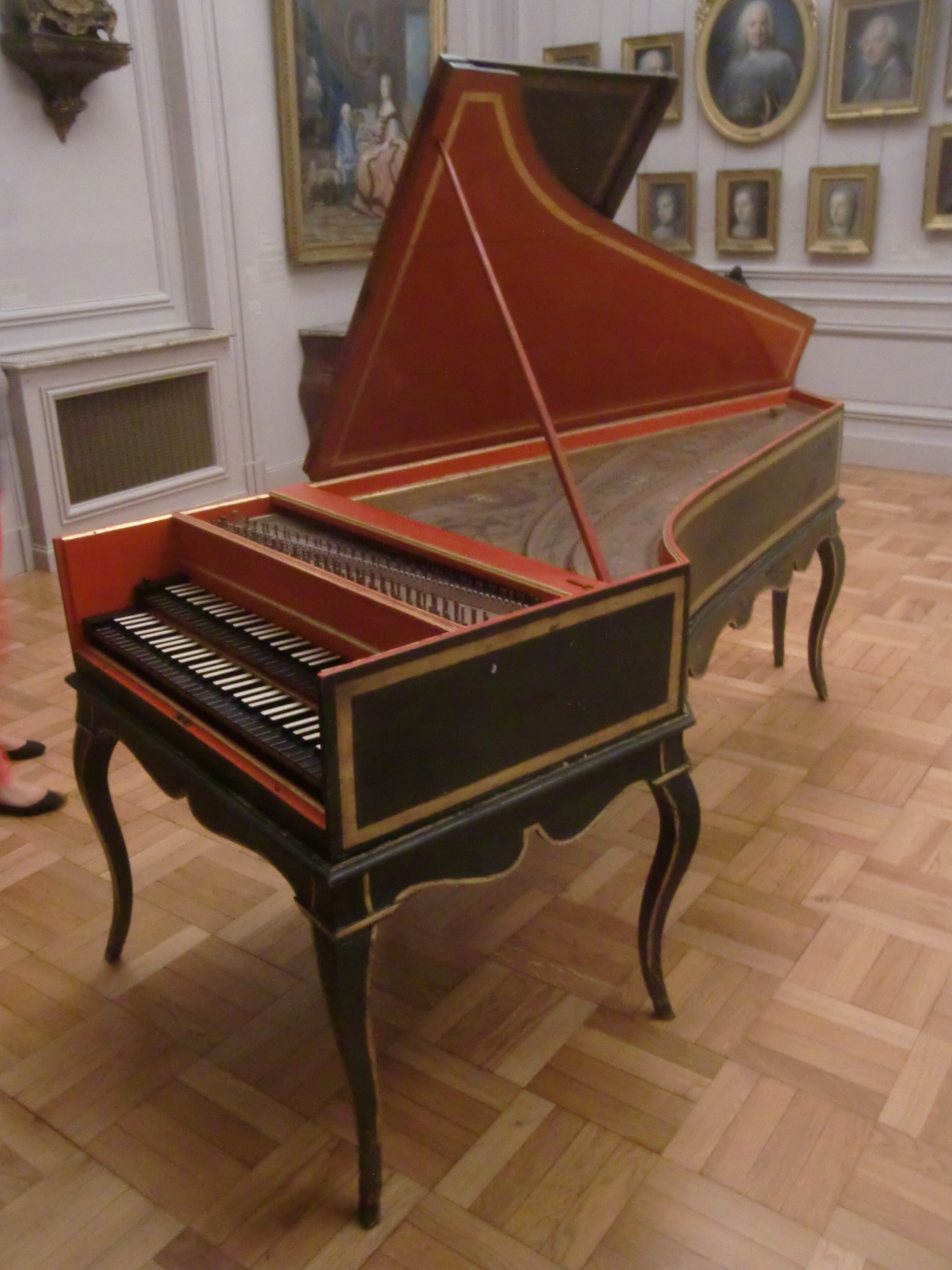
Clavecin de 1750
Musée Antoine-Lécuyer, Saint-Quentin (Aisne)

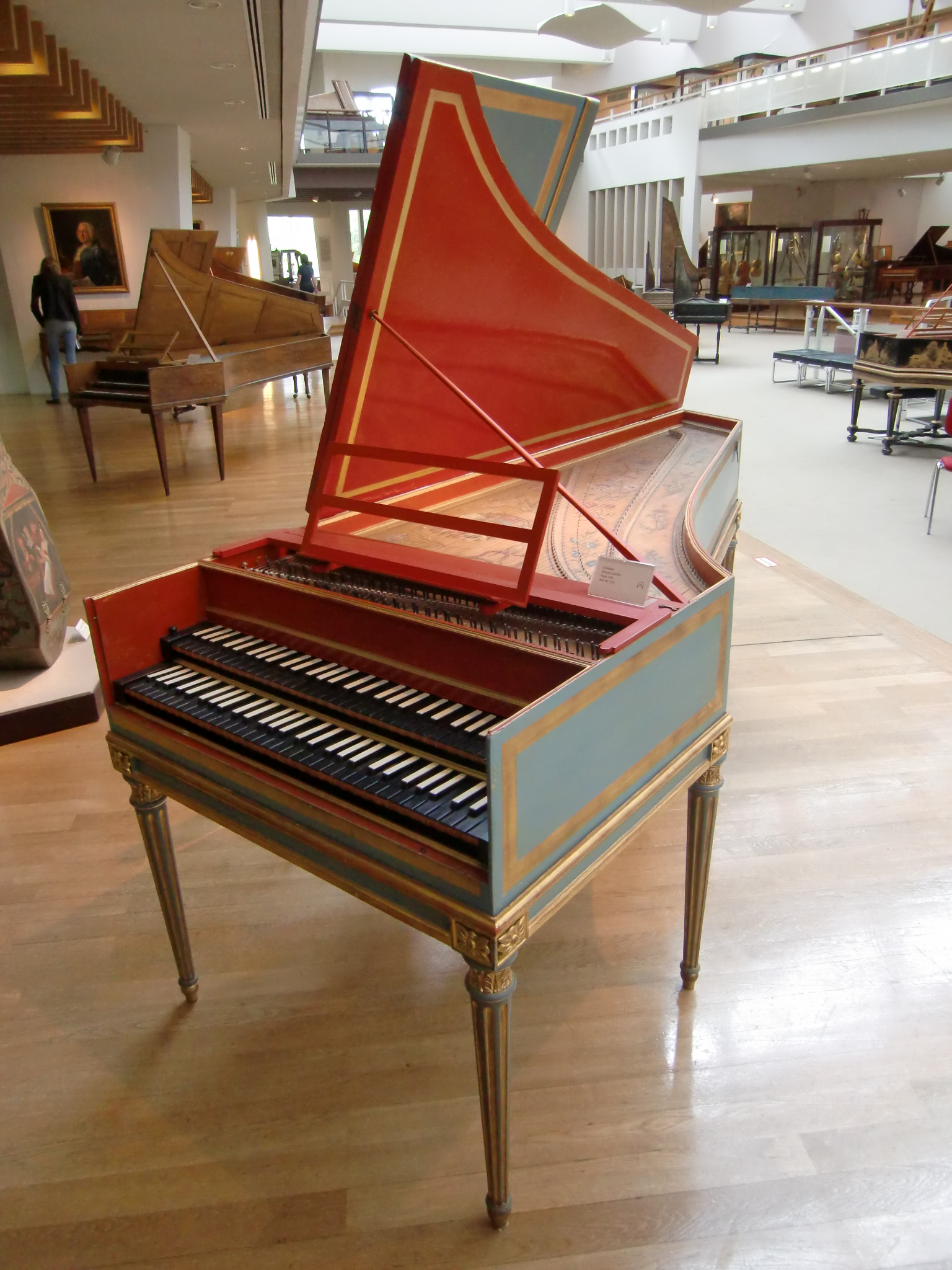
Clavecin de 1767
Berlin, Musikinstrumenten-Museum

Benoist Stehlin (Jettingen avant 1732 - Paris, 11 juillet 1774) est un facteur de clavecins français.

## Biographie
Le nom se trouve aussi sous la forme Stellé. Son père, Georg, était menuisier à Oltingen et il avait un oncle, Jean-Baptiste Keiser (dit l'Empereur), également originaire de Haute-Alsace, qui était facteur de clavecins à Paris, et fournisseur de clients prestigieux.
Peu de détails sont connus sur la vie de Benoist Stehlin. 
En 1750 il était déjà établi et actif à Paris. Son atelier était situé rue des Cordeliers.
En 1753 il épousa Françoise Lemaire, la fille d'un commerçant de Péronne. 
Il fut admis comme juré de sa guilde le 23 novembre 1762.
Fin 1773, il loua un appartement sur le quai des Augustins, et il décéda l'année suivante, sans enfant.
Son inventaire après décès fut établi peu de temps après, il comprenait son outillage et nombre de clavecins de sa production ainsi que des instruments de Ioannes Ruckers, Nicolas Dumont et Louis Denis en cours de ravalement. Le tout fut vendu par sa veuve le 19 décembre 1774.

## Instruments conservés
Il reste trois clavecins de la production de Benoist Stehlin, datés respectivement de 1750, 1760, 1767, de facture très semblable et typique des instruments français du XVIIIe siècle : deux claviers avec accouplement à tiroir, étendue de 5 octaves (Fa à Fa), disposition 2 × 8´, 1 × 4´et jeu de luth. Ils sont tous en état de fonctionner.
Le clavecin de 1750 est conservé au musée Antoine-Lécuyer de Saint-Quentin, qui le reçut en don de Bernard Jumentier, compositeur et maître de chapelle à la collégiale de Saint-Quentin. Son piétement est de style Louis XV ; les deux autres ont un piétement de style Louis XVI. Il a été utilisé pour plusieurs enregistrements discographiques, notamment par Olivier Baumont (Pièces de Jean-François Dandrieu) et Davitt Moroney (Intégrale des œuvres de Nicolas Siret).
Le clavecin de 1760 appartient à la Smithsonian Institution de Washington qui l'a acquis en 1966.
Le clavecin de 1767 est exposé au Musikinstrumenten-Museum de Berlin.

### Sources bibliographiques
- Jean-Patrice Brosse, Le Clavecin des Lumières, Paris, Bleu nuit éd., coll. « Horizons », 2007, 176 p. (ISBN 978-2-913575-83-7 et 2-913575-83-8)
- (en) Frank Hubbard, Three centuries of harpsichord making, Cambridge, Massachusetts, Harvard University Press, 1967, 373+41 (ISBN 0-674-88845-6)
- (en) Donald H. Boalch, Makers of the harpsichord and clavichord 1440-1840, Oxford, Oxford University Press, 1974, 2e éd. (1re éd. 1956), 225 p. (ISBN 0-19-816123-9)